# 福島孝二
福島 孝二（ふくしま こうじ、1956年1月4日 - ）は、埼玉県秩父市出身の元プロ野球選手（投手）。

## 来歴・人物
秩父第二中学校卒業後、日大三高から社会人野球・チャイルド休部後は調理師見習いとして働き、1978年オフにドラフト外で近鉄バファローズに入団。
一軍公式戦に出場のないまま、1983年限りで現役を引退。1984年は、近鉄で打撃投手を務める。
1985年からは西武ライオンズでに在籍し、1992年まで打撃投手、その後スコアラーを務める。
2000年から、ヤクルトスワローズにスコアラーとして在籍。
2006年から、東北楽天ゴールデンイーグルスのスコアラー。
2008年から、埼玉西武ライオンズの二軍ディレクターに就任。2012年から、再びスコアラーとなる。

## 詳細情報

### 年度別投手成績
- 一軍公式戦出場なし

### 背番号
- 88 （1979年 - 1984年）
- 99 （1985年 - 1991年）
- 05 （1992年）